# ロードトレイン

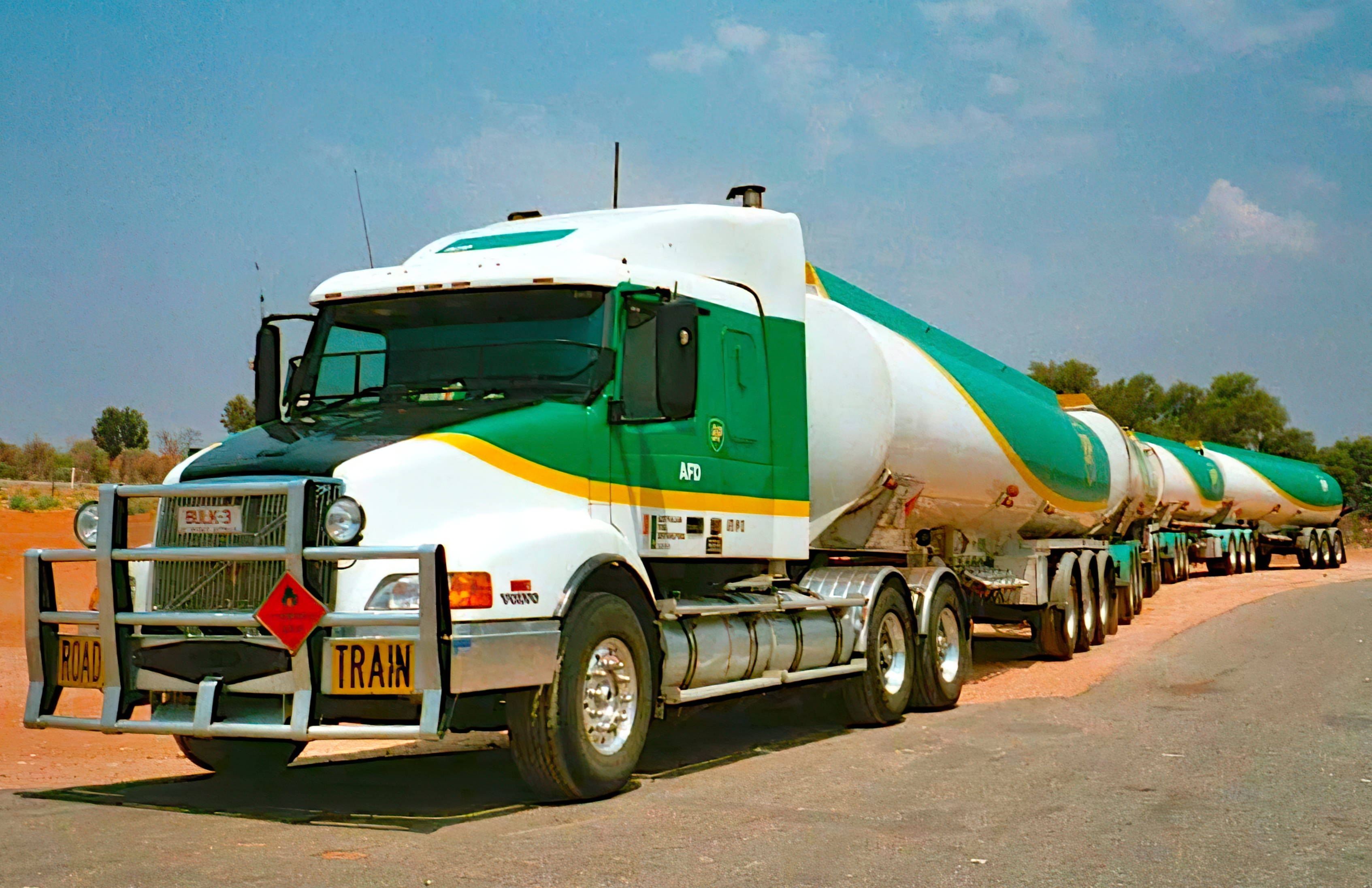
タンカー・ロードトレイン

ロードトレイン（Road train）は、オーストラリアで用いられている、長大なトラックのこと。コンテナを積載したトレーラーを大型トラックに複数連結し、ハイウェイを利用して大量の貨物を輸送する。その長さは100 mを超えることもある。
ロードトレインは主に、鉄道網の発達していない地域に大量の物資を輸送するための手段として用いられている。特に2000年代初期まで鉄道が完成していなかったダーウィンに向けてのアデレードからの輸送に多く利用された。オーストラリアの大陸中央部の道路は直線部分が異常に長いため、100 mを超えるような車両でも100 km/hという高速で走行可能であり、この地域では多くのロードトレインが見られる。一方、多くの都市が発達し、鉄道網も整備されている大陸東部では、ほとんど見ることができない。なお、ロードトレインが走行時に発生させる風による巻き込みは非常に強力であるので、事故を避けるためにも、ロードトレインとすれ違うときには注意が必要である。
日本では全長の短い物が木材の輸送などで少数使用されていた。道路交通法でフルトレーラーの全長が25 mまでとされているが、道路運送車両の保安基準の制限のため実質21 mまでである。